# 堀與宮村
《堀與宮村》（日语：堀さんと宮村くん）是漫畫家HERO自2007年2月在自己的網站上連載的校園喜劇日本漫畫。本篇連載結束後，於《GANGAN Comics ONLINE》上不定期連載四格漫畫番外篇。之後於2011年10月開始在同社雜誌《月刊GFantasy》，由負責作畫，以《堀與宮村》（ホリミヤ）為標題連載重製版。
2020年9月16日宣佈將改編成電視動畫，於2021年1月起播放，內容以重製版劇情改編。2023年3月25日宣布動畫第2期《堀與宮村 -piece-》決定製作，內容為部分未收錄至動畫第1期（堀與宮村戀愛主線）的劇情，也就是漫畫中未動畫化的日常故事。
本條目除《堀與宮村》（堀さんと宮村くん）外，還記載了以本作為原作，由負責作畫的重製版《堀與宮村》（ホリミヤ）。

## 故事簡介
在片桐高中上學的堀京子是班上受歡迎的中心人物，每天放學都會回家照顧弟弟創太且處理家務，是持家型的高中生。某天，受傷的弟弟創太被陌生的少年——也就是被同班同學認為陰暗的男生—宮村伊澄送回了家。驚訝於在學校與家中的不同，看到伊澄在家中的另一面的京子動搖了；同時，以關懷創太為契機，宮村開始頻繁的訪問堀家，並且，在堀家中的伊澄與京子，也發生了許多大大小小的事情。

## 登場人物
- 聲優順序為OVA版／電視動畫版，演員為電影版及電視劇版。

### 片桐高中
堀京子（聲：瀨戶麻沙美／戶松遙；演員：久保田紗友）
3月25日出生、身高163cm、體重48公斤、班級為3年1組
在學校很活潑開朗，外貌出眾亮眼、聰穎成績優異，是班上很有人氣的人。很討厭吃燉菜。不以外貌評斷一個人。
家中有父母和弟弟，但因為父母他們長期不在家，所以必須代替著父母在家負責打理家務。不喜歡別人知道自己在家時的模樣，只有宮村看過她的素顏。
在宮村經常來家裡拜訪且知道了宮村的秘密之後，於長時間相處下漸漸地喜歡上了宮村，並順利與宮村交往，且完全不在意外界對於自己和宮村交往的看法。
喜歡看恐怖片，常叫不敢看的宮村陪自己看。
很會吃醋，在與宮村正式交往前綾崎表示要搶走宮村時宣示主權；宮村改變造型後成為女同學的焦點時，會散發強烈的氣場逼退靠近宮村的女同學；甚至宮村和男性朋友（主要是進藤）關係良好時也會吃醋，在得知進藤偶爾會去住宮村的家（其實只是通宵打電動而已）之後，要求宮村哪天要選擇自己以外對象時一定要選擇女生朋友。
充滿男子氣概，令人信賴，校慶時比起女式啦啦隊服更適合男性應援服。原作中疑似非處，動畫無此設定。同時也有被虐屬性，希望宮村偶爾能對自己施展暴力。
在63話中向宮村表達「就算高中畢業後也想在一起」，而被宮村求婚，本人卻回答：「會讓宮村幸福的！」原作結局中與宮村結婚，並育有一子宮村京平。
宮村伊澄（聲：松岡禎丞／內山昂輝；演員：鈴鹿央士）
4月17日出生、身高169cm、體重48公斤、班級為3年1組
在校形象陰暗，後來漸漸開朗。討厭吃番茄的皮。除了體育健康外的科目成績也只有中下程度。
原作中曾經有過性行為，因此不認為是難事，也有向堀坦白自己非處男，動畫無此設定。
性格看似天然但事實上卻心思細膩，也是個溫柔的人。體型纖細，頭髮梳開露出臉龐後其實是很清秀和帥氣的。
中學時利用安全別針打了九個洞（耳朵左右各四個、一個在嘴唇，嘴唇的後來好像合起來了。）、身上也有著刺青。因為不想被人發現，所以上學時無論季節都以長髮和穿冬季制服來遮掩，上了高中後再加上眼鏡。後來為了與堀的外貌匹配而將頭髮剪短，拿掉眼鏡，露出耳洞，意外變成受矚目的帥哥。
自幼稚園起就被排擠，從小就討厭遇到需要分組的場合；到國中時情況加劇。其不擅交際的個性在高中與堀交往後情況漸漸改善，認為堀是高中時改變自己的人。對朋友幾乎都用敬語，唯獨在進藤面前會展現毒舌的一面，但同時也認為進藤是國中時改變自己的人。
在高一時，曾經被堀主動搭話、分組一起做報告，自從那時候開始就在關注著堀，並在堀睡覺時（其實清楚堀是清醒狀態）向其告白，在23話後與堀交往。在63話中聽到堀的想法後，向堀求婚。原作結局中與堀結婚，並育有一子宮村京平。
石川透（聲：細谷佳正／山下誠一郎；演員：鈴木仁）
10月1日出生、身高174cm、班級為3年1組
個性大方，直接。在班上中名字都被同學們直接叫「透」，只有宮村叫他「石川同學」，各方面都頗受朋友信賴。雖然宮村曾經試著以名字「透」稱呼，但以失敗告終。
喜歡著堀，但卻在告白之後被甩了，後期開始與吉川關係密切。在吉川面對柳的告白時假扮吉川的男朋友，且認為沒有否認的必要。
知道著宮村的秘密，是宮村第二個在高中的朋友。
家境似乎不錯，住家是豪宅，有一個照顧生活起居的保母。
在修學旅行中，因為井浦的捉弄之下，被宮村他們發現他有懼高症。不過第一次去探望生病的宮村時超鎮定(宮村家在七樓)，原因據本人說是因為堀在旁邊的關係，第二次到是抖個半死。動畫無此設定。
不喜歡吃哈密瓜口味的冰淇淋。舌頭很長，自稱石川家的人都是如此。
在夢中頻繁的夢見了很像宮村的貓，因此非常傷腦筋。在之後，夢裡的貓也漸漸越來越多(?)…。
吉川由紀（聲：植田佳奈／小坂井祐莉繪；演員：岡本莉音）
7月22日出生、身高161cm、班級為3年1組
跟堀交情頗深的朋友。個性活潑，待人親切，即使對於原本陰沉形象的宮村也能毫無芥蒂的與之互動。
有天為了把筆記還給堀，而在堀家看見了宮村，但她似乎沒有發覺是宮村。看過露出耳洞的宮村，在堀的說詞之下，宮村被認為是堀的表兄弟。
喜歡石川，但因為覺得石川對自己沒有那種感覺而從未正式表白，只在面對柳的告白時要求石川假扮自己的男朋友。也知道河野對石川的情感，但和河野仍是要好的朋友。
仙石翔（聲：島崎信長／岡本信彥、小市真琴（幼少期）；演員：小野寺晃良）
5月9日出生、身高170cm、班級為3年3組
學生會的學生會長。是堀從幼稚園時就認識的青梅竹馬，在幼時至今常被堀捉弄，過去的事情都還有著很大的陰影，包括曾經因誤會堀而挨宮村一記鐵頭功的陰影，從此看到宮村會畏懼三分。
全年級成績最為優秀的人，但是在體育健康的分數上輸給了宮村。身形非常瘦弱，本人為此感到困擾，甚至到逃避體育活動的程度。和同學生會的綾崎禮未交往著。原作結局中育有一女，名為「仙石靜流」(暫譯)。
綾崎禮美（聲：長谷川明子／M·A·O）
6月6日出生、身高158cm、班級為3年5組
學生會的成員之一，不過只是吉祥物般的存在。因為長的很可愛，在男生中很有名氣。意外的運動神經不錯。在堀與宮村尚未正式交往前，曾經開玩笑對著堀說想要搶走宮村，而讓堀正視和宮村之間的關係。和同學生會的仙石翔交往著。原作結局中育有一女，名為「仙石靜流」(暫譯)。
河野櫻（聲：野村唯／近藤玲奈）
1月20日出生、身高163cm、班級為3年5組
為學生會的成員之一。做事沉穩，令人安心，在學生會中是個默默努力做事的人。和仙石、綾崎感情不錯。
廚藝十分了得，曾做手工餅乾給石川。
外型為短髮戴眼鏡，看似樸素但其實身材火辣。
喜歡上石川，曾想主動告白，但因石川與吉川之間的關係而壓抑著自己的感情。動畫則是石川傳簡訊給吉川時透露有告白這件事，但要石川不用回覆自己。
井浦秀（聲：下野紘／山下大輝；演員：曾田陵介）
2月7日出生、身高172cm、班級為3年2組
堀与宫村等人的同班同学。从小就和石川是朋友，两人也是同一所小学和初中的同学。個性天真活潑、充滿活力，经常扮演活泼可爱的角色，但也经常被人嫌吵或忽略。而与仙石独处时则很安静。
家中還有個妹妹基子，在家裡沉默寡言，面對妹妹時跟平時判若兩人。
柳明音（聲：無／福山潤；演員：板垣李光人）
12月28日出生、身高168cm、班級為3年6組
全級中數一數二的大帥哥，是宮村改變造型後與其相比都相形見絀的等級。
喜歡吉川、告白後被拒絕。
有高度近視，在沒有戴眼鏡或隱形眼鏡的情況下，認不出吉川以外的人。
與河野共同喜好相同的漫畫，更因被其指出很像某名女性人物而大受打擊。
有極嚴重的起床氣，鬧鐘經常被破壞，因此經常遲到。
與別人談話習慣用敬語，只有極少數人除外（吉川為其中之一）。
泽田步乃果（聲：井本惠子／麻倉桃）
12月31日出生、身高150cm、班級為2年5組
主要角色群差一年級的學妹，喜歡堀。初登场时问宫村什么时候会与堀分手，被同学们误会为是宫村脚踏两条船。
住在宫村的隔壁，經常到宮村家睡覺。有一位大一歲但已故的哥哥。偶爾會把宮村當作去世的哥哥。
溝內大樹（聲：無／石谷春貴；演員：奥村皐暉）
8月24日生、身高176cm、班級為3年1組
堀與宮村的同班同學。暗戀堀，對宮村抱有敵意。
渡部一郎（聲：無／市川蒼）
9月4日生、身高170cm、班級為3年1組
堀與宮村的同班同學。對宮村有著異樣的迷戀，經常對他做出跟蹤狂的行為。
安田真（聲：杉田智和／津田健次郎）
片桐高中的英文老師，喜好高中女生，曾經跟堀說自己喜歡平胸。
寺島玲子（聲：折笠愛／佐藤花）
片桐高中的化學老師，為堀和宮村的班級導師。
中峰一也（聲：無／興津和幸）
片桐高中的物理老師，也是學校的鑰匙保管者，但卻經常弄丟鑰匙。
笹木正宗（聲：無／羽多野渉）
片桐高中的體育老師，是個比較正經的人。學生時期與中峰老師為同學。

### 其他登場人物
進藤晃一（聲：近藤隆／八代拓；演員：井上祐貴）
4月2日出生、身高為173cm
17話出場。為當地有名的八阪高中的學生，是宮村在國中時代的同學。因為抽菸（動畫則是出席天數不足）的原因導致留級，而差了一個年級，但成績其實相當優秀。是個很有意思的人，所以在男生中很有人氣。在中學時代，堅持與遭到週圍人無視的宮村交友，自認為是宮村的好友。雖然一直被宮村無情對待，但被宮村承認是國中時改變自己的人，有時會跑去住宮村家熬夜打電玩。
一条千佳（聲：佐藤亞美菜／千本木彩花）
9月26日出生、身高為154cm
為進藤的女朋友。因為進藤留級而比進藤高一個年級。跟進藤同樣地成績優秀。
谷原槙雄（聲：無／千葉翔也；演員：立石健）
4月16日出生、身高為168cm
宮村的國中同學，在宮村國中時曾經排擠過他，上了高中後嘗試與他化解心結。
遭為保護宮村而挺身而出的堀痛毆後，認為堀是宮村的召喚獸而對他感到畏懼，在看到堀挨宮村的罵又被宮村打頭的樣子後，認為不能再隨便招惹宮村。
堀創太（聲：小林由美子／寺崎裕香；演員：高木波瑠）
京子的弟弟。第一次見到宮村的時候覺得他很不可思議，而宮村也以想見創太為理由而常進入堀家。稱宮村為哥哥。在宮村長期去堀家時，常收到其送的禮物。升上小學一年級後，因為感覺自己在家很多餘，所以都以跟朋友玩或踢足球為理由而不在家。後來目睹宮村與堀發生關係，事後害怕堀被宮村搶走，宮村向其說明，哥哥和姐姐會一直待在創太身邊的，希望創太可以把京子讓給他。後來也在片桐高中就讀。
奧山有菜（聲：阿澄佳奈／古賀葵）
創太的青梅竹馬。性格成熟。因受到京子性格的影響，稱京子為姐姐。了解創太長期在外面玩而遲遲不歸家的原因。
堀百合子（聲：伊藤美紀／茅野愛衣；演員：河井青葉）
京子與創太的母親，舊姓為小柳。因為工作的關係，而長期不在家，所以都是由京子打理家務。似乎很期待在家時可以見到宮村，蠻喜歡宮村的樣子。
堀京介（聲：平田廣明／小野大輔；演員：木村了）
京子與創太的父親，京子總是直呼他本名。喜歡宮村，因為相信女兒挑選的對象。雖然如此，卻常常忘記宮村的長相。因為工作的關係，長期不在家。
在家地位卑微，表現在沒有屬於自己的碗筷。
宮村伊織（聲：無／大原沙耶香）
伊澄的母親。舊姓為高野。蛋糕店名字以「伊織」命名，稱伊澄為阿伊。對小孩的奇行感到棘手，似乎把長期在宮村家頻繁出入的進藤視為「行儀端正的朋友」。向來喜歡珠飾編織卻不上手，現在比兒子還差。
宮村直澄
伊澄的父親。
吉川美紀（聲：無／種崎敦美）
由紀的姐姐，大學生，現在和柳走得很近。
井浦基子（聲：無／金元壽子）
5月14日出生、身高為150cm
秀的妹妹。認為哥哥是一個很穩重的人，因此對他在學校活潑外向的性格感到訝異。
仙石武（聲：無／浪川大輔）
翔的父親，學生時期與京子的父母是同學，經常被他們捉弄，因此強烈要求翔應與堀保持距離。
矢代加世（聲：無／柚木涼香）
身高為176cm
石川家的幫傭，喜歡捉弄石川。
谷原耀司（聲：無／廣瀨裕也）
槙雄的哥哥，是一個個性豪放的人。
泉圭吾（聲：無／藤原夏海）
創太與有菜的同學。

## 出版書籍
堀桑與宮村君
| 集数 | 史克威爾艾尼克斯 | 史克威爾艾尼克斯       |
| 集数 | 发售日期         | ISBN                   |
| ---- | ---------------- | ---------------------- |
| 1    | 2008年10月22日   | ISBN 978-4-7575-2419-4 |
| 2    | 2009年2月21日    | ISBN 978-4-7575-2495-8 |
| 3    | 2009年7月22日    | ISBN 978-4-7575-2609-9 |
| 4    | 2009年11月21日   | ISBN 978-4-7575-2724-9 |
| 5    | 2010年2月22日    | ISBN 978-4-7575-2797-3 |
| 6    | 2010年5月22日    | ISBN 978-4-7575-2875-8 |
| 7    | 2010年10月22日   | ISBN 978-4-7575-3025-6 |
| 8    | 2011年1月22日    | ISBN 978-4-7575-3121-5 |
| 9    | 2011年5月21日    | ISBN 978-4-7575-3198-7 |
| 10   | 2011年12月22日   | ISBN 978-4-7575-3440-7 |

堀桑與宮村君 附錄
| 集数 | 史克威爾艾尼克斯 | 史克威爾艾尼克斯       |
| 集数 | 发售日期         | ISBN                   |
| ---- | ---------------- | ---------------------- |
| 1    | 2012年7月21日    | ISBN 978-4-7575-3670-8 |
| 2    | 2012年11月27日   | ISBN 978-4-7575-3783-5 |
| 3    | 2013年4月27日    | ISBN 978-4-7575-3952-5 |
| 4    | 2013年10月26日   | ISBN 978-4-7575-4108-5 |
| 5    | 2014年4月26日    | ISBN 978-4-7575-4202-0 |
| 6    | 2014年10月27日   | ISBN 978-4-7575-4452-9 |
| 7    | 2015年5月27日    | ISBN 978-4-7575-4659-2 |
| 8    | 2015年11月27日   | ISBN 978-4-7575-4815-2 |
| 9    | 2016年5月27日    | ISBN 978-4-7575-4946-3 |
| 10   | 2017年8月26日    | ISBN 978-4-7575-5169-5 |
| 11   | 2018年5月26日    | ISBN 978-4-7575-5738-3 |
| 12   | 2019年2月27日    | ISBN 978-4-7575-6037-6 |
| 13   | 2019年12月27日   | ISBN 978-4-7575-6453-4 |
| 14   | 2020年9月18日    | ISBN 978-4-7575-6863-1 |

堀與宮村
| 集数 | 史克威爾艾尼克斯 | 史克威爾艾尼克斯                              | 青文出版社     | 青文出版社             | 青文出版社                                | 天闻角川     | 天闻角川               |
| 集数 | 发售日期         | ISBN                                          | 发售日期       | 通常版 EAN / ISBN      | 特別版 EAN                                | 发售日期     | ISBN                   |
| ---- | ---------------- | --------------------------------------------- | -------------- | ---------------------- | ----------------------------------------- | ------------ | ---------------------- |
| 1    | 2012年3月27日    | ISBN 978-4-7575-3543-5                        | 2015年7月25日  | EAN 471-8016-01364-3   | EAN 471-8016-01471-8                      | 2022年9月5日 | ISBN 978-7-5740-0079-7 |
| 2    | 2012年11月27日   | ISBN 978-4-7575-3806-1                        | 2015年8月25日  | EAN 471-8016-01403-9   | EAN 471-8016-01472-5                      | 2022年9月5日 | ISBN 978-7-5740-0079-7 |
| 3    | 2013年4月27日    | ISBN 978-4-7575-3951-8                        | 2015年9月25日  | EAN 471-8016-01451-0   | EAN 471-8016-01552-4                      | 2023年12月   | ISBN 978-7-5740-0727-7 |
| 4    | 2013年10月26日   | ISBN 978-4-7575-4107-8                        | 2015年11月25日 | EAN 471-8016-01534-0   | EAN 471-8016-01553-1                      | 2023年12月   | ISBN 978-7-5740-0727-7 |
| 5    | 2014年4月26日    | ISBN 978-4-7575-4297-6                        | 2016年1月25日  | EAN 471-8016-01621-7   | EAN 471-8016-03394-8                      |              | ISBN 978-7-5133-5804-0 |
| 6    | 2014年10月27日   | ISBN 978-4-7575-4325-6 ISBN 978-4-7575-4326-3 | 2016年2月25日  | EAN 471-8016-01649-1   | EAN 471-8016-03395-5                      |              | ISBN 978-7-5133-5804-0 |
| 7    | 2015年5月27日    | ISBN 978-4-7575-4658-5                        | 2016年4月25日  | EAN 471-8016-01823-5   | EAN 471-8016-03396-2                      |              | ISBN 978-7-5133-5990-0 |
| 8    | 2015年11月27日   | ISBN 978-4-7575-4658-5                        | 2016年5月25日  | EAN 471-8016-01852-5   | EAN 471-8016-03397-9                      |              | ISBN 978-7-5133-5990-0 |
| 9    | 2016年5月27日    | ISBN 978-4-7575-4998-2                        | 2016年8月25日  | EAN 471-8016-01987-4   | EAN 471-8016-03398-6                      |              |                        |
| 10   | 2016年11月26日   | ISBN 978-4-7575-5167-1                        | 2017年4月25日  | EAN 471-8-0160-2266-9  | EAN 471-8016-03399-3                      |              |                        |
| 11   | 2017年8月26日    | ISBN 978-4-7575-5460-3                        | 2018年4月10日  | EAN 471-8016-02882-1   | EAN 471-8016-02957-6 EAN 471-8016-03400-6 |              |                        |
| 12   | 2018年5月26日    | ISBN 978-4-7575-5731-4                        | 2019年1月19日  | ISBN 978-986-356-744-8 | EAN 471-8016-03487-7                      |              |                        |
| 13   | 2019年2月27日    | ISBN 978-4-7575-6032-1                        | 2019年8月1日   | ISBN 978-986-512-017-7 | EAN 471-8016-03625-3                      |              |                        |
| 14   | 2019年12月27日   | ISBN 978-4-7575-6452-7                        | 2020年7月30日  | ISBN 978-986-512-412-0 | EAN 471-8016-03793-9                      |              |                        |
| 15   | 2020年9月18日    | ISBN 978-4-7575-6848-8                        | 2021年2月4日   | ISBN 978-986-512-800-5 | ISBN 978-986-512-880-7                    |              |                        |
| 16   | 2021年7月16日    | ISBN 978-4-7575-7282-9 ISBN 978-4-7575-7283-6 | 2022年2月14日  | ISBN 978-626-322-044-7 | ISBN 978-626-322-046-1                    |              |                        |
| 17   | 2023年7月18日    | ISBN 978-4-7575-8634-5 ISBN 978-4-7575-8635-2 | 2024年2月5日   | ISBN 978-626-362-709-3 | ISBN 978-626-362-710-9                    |              |                        |

堀與宮村 回憶紀念插畫集page.100
| 史克威爾艾尼克斯 | 史克威爾艾尼克斯       | 青文出版社   | 青文出版社             |
| 发售日期         | ISBN                   | 发售日期     | ISBN                   |
| ---------------- | ---------------------- | ------------ | ---------------------- |
| 2019年2月27日    | ISBN 978-4-7575-6033-8 | 2021年2月5日 | ISBN 978-986-512-801-2 |

堀與宮村畫集 畢業紀念冊
| 史克威爾艾尼克斯 | 史克威爾艾尼克斯       | 青文出版社    | 青文出版社             | 天闻角川  | 天闻角川               |
| 发售日期         | ISBN                   | 发售日期      | ISBN                   | 发售日期  | ISBN                   |
| ---------------- | ---------------------- | ------------- | ---------------------- | --------- | ---------------------- |
| 2021年7月16日    | ISBN 978-4-7575-7284-3 | 2022年2月14日 | ISBN 978-626-322-043-0 | 2022年9月 | ISBN 978-7-5356-9836-0 |

## OVA
2012年4月製作發表（計畫已於兩年前開始進行）。夏目真悟首次監督的作品，製作公司「ウズ」是HERO至2012年所屬的美術印刷設計公司，本作品成為由實際上的獨立製作人自主製作的作品（不是由大出版社和關聯企業的企劃）。。
銷售只在「ウズ」的通販網站「ウズラヤ」和全國的animate進行處理，沒有進行普通銷售。。

### 製作人員
- 監督 - 夏目真悟
- 脚本 - 綾奈由仁子
- 人物設計、作画監督 - 沓名健一
- 色彩設計 - 木村聰子
- 美術監督 - 竹田悠介、岡本春美
- 編集 - 廣瀬清志
- 音響監督 - 森下廣人
- 音樂- 依田伸隆
- 製片人- 山田太ろう
- 動畫制作 - Hoods Entertainment
- 製作 - ウズ (OOZ Inc.)

### 配音員
- 堀京子：瀨戶麻沙美
- 宮村伊澄：松岡禎丞
- 吉川由紀：植田佳奈
- 石川透：細谷佳正
- 堀創太：小林由美子
- 綾崎禮美：長谷川明子
- 井浦秀：下野紘
- 寺島先生：折笠愛
- 安田先生：杉田智和
- 奧山有菜：阿澄佳奈

### 主題曲
片尾曲「シロツメクサ」（新學期）
詞 - 安達太一
作曲、編曲 - 依田伸隆
歌 - 堀京子（瀨戶麻沙美）
片尾曲「雨音」（突然的雨）
作词：安达太一
作曲、编曲：依田伸隆
歌：宫村伊澄（松冈祯丞）
片尾曲「知らない世界」（我喜歡）
作词：安达太一
作曲、编曲：依田伸隆
歌：堀京子（濑户麻沙美）

### DVD
| 巻名     | 販售日        | 收錄話            | 映像特典           | 特別版特典                       | 生產數限定BOX特典                   | 規格編號      | 規格編號   | 規格編號   |
| 巻名     | 販售日        | 收錄話            | 映像特典           | 特別版特典                       | 生產數限定BOX特典                   | 生產數限定BOX | 特別版     | 通常版     |
| -------- | ------------- | ----------------- | ------------------ | -------------------------------- | ----------------------------------- | ------------- | ---------- | ---------- |
| 新學期   | 2012年10月5日 | 第1話「新學期」   | PV完整版（約60秒） | HERO描繪的CD封套、特典用漫畫16頁 | 生產數限定「堀＆宮村手辦」          | OOAD-80531    | OOAD-80521 | OOAD-80511 |
| 突然的雨 | 2014年3月25日 | 第2話「突然的雨」 |                    | HERO描繪的CD封套、特典用漫畫     | 生產數限定「石川透 & 吉川由紀手辦」 | OOAD-80532    | OOAD-80522 | OOAD-80512 |
| 我喜歡   | 2015年3月25日 | 第3話「我喜歡」   |                    | HERO描繪的CD封套、特典用漫畫     | 生產數限定「仙石翔 & 綾崎禮美手辦」 | OOAD-80533    | OOAD-80523 | OOAD-80513 |

## 電視動畫
電視動畫由重製版漫畫改編，於2021年1月9日開始播出。
動畫第二期「piece」於2023年7月至9月播映。

### 製作人員
- 原作：HERO、
- 監督：石濱真史
- 系列構成、腳本：吉岡孝夫
- 角色設計：飯塚晴子
- 色彩設計：橫田明日香
- 美術監督：守安靖尚、薄井久代
- 攝影監督：佐久間悠也
- CG監督：宮地克明
- 剪輯：木村祥明
- 音響監督：明田川仁
- 音樂：橫山克
- 動畫製作：CloverWorks
- 製作：「堀與宮村」製作委員會[1]

### 配音員
- 堀京子：戶松遙
- 宮村伊澄：內山昂輝
- 石川透：山下誠一郎
- 吉川由紀：小坂井祐莉繪
- 仙石翔：岡本信彥
- 綾崎禮未：M·A·O
- 河野櫻：近藤玲奈
- 井浦秀：山下大輝
- 柳明音：福山潤
- 進藤晃一：八代拓
- 谷原槙雄：千葉翔也
- 澤田步乃果：麻倉桃
- 堀京介：小野大輔
- 堀百合子：茅野愛衣
- 堀創太：寺崎裕香
- 井浦基子：金元壽子

### 主題曲
片頭曲
（第1期）
作詞、作曲、編曲、主唱：神山羊
（第2期）
作詞：，作曲：，編曲：，主唱：
片尾曲
（第1期）
作詞：，作曲：，編曲、主唱：
（第2期）
作詞、作曲、主唱：，編曲：

### 各話列表
| 話數    | 日文標題 | 中文標題         | 劇本       | 分鏡              | 演出                     | 作畫監督                                                                                       | 總作畫監督                        | 首播日期       |
| 第1期   | 第1期    | 第1期            | 第1期      | 第1期             | 第1期                    | 第1期                                                                                          | 第1期                             | 第1期          |
| ------- | -------- | ---------------- | ---------- | ----------------- | ------------------------ | ---------------------------------------------------------------------------------------------- | --------------------------------- | -------------- |
| page.1  |          |                  | 吉岡孝夫   | 石濱真史          | 石濱真史                 | 清水裕輔、 長谷川亨雄、小泉初榮                                                                | 飯塚晴子 清水祐實                 | 2021年 1月10日 |
| page.2  |          |                  | 永井千晶   | 奧田佳子          | 奧田佳子                 | 河合拓也                                                                                       | 飯塚晴子 高田晃                   | 1月17日        |
| page.3  |          |                  | 吉岡孝夫   | 大橋一輝          | 兒玉亮                   | 伊藤香織、大塚八愛 篁馨、田村里美 三浦龍                                                       | 飯塚晴子 清水祐實                 | 1月24日        |
| page.4  |          |                  | 吉岡孝夫   | 柴田彰久          | 柴田彰久                 | 石川智美、阿久澤友惠                                                                           | 飯塚晴子 高田晃                   | 1月31日        |
| page.5  |          |                  | 平林佐和子 | 今井友紀子        | 今井友紀子               | 清水裕輔、 金珍瑛                                                                              | 飯塚晴子 清水祐實                 | 2月7日         |
| page.6  |          |                  | 吉岡孝夫   | 佐佐木忍          | 佐佐木忍                 | 田村里美、伊藤香織、篁馨                                                                       | 飯塚晴子 高田晃                   | 2月14日        |
| page.7  |          | 有你在 有我在    | 永井千晶   | 奧田佳子          | 奧田佳子                 | 河合拓也、清水裕輔                                                                             | 飯塚晴子 清水祐實                 | 2月21日        |
| page.8  |          |                  | 平林佐和子 | 兒玉亮            | 兒玉亮                   | 三浦龍                                                                                         | 飯塚晴子                          | 2月28日        |
| page.9  |          |                  | 吉岡孝夫   | 松林唯人          | 松林唯人                 | 山村俊了、阿見圭之介                                                                           | 飯塚晴子 緒方浩美                 | 3月7日         |
| page.10 |          |                  | 平林佐和子 | 山本陽介          | 山本陽介                 | 八重樫洋平、佐藤綾子                                                                           | 飯塚晴子 清水祐實                 | 3月14日        |
| page.11 |          |                  | 永井千晶   | 江島泰男          | 江島泰男                 | 河合拓也、清水裕輔 加藤明日美、伊藤香織                                                        | 飯塚晴子 高田晃                   | 3月21日        |
| page.12 |          |                  | 永井千晶   | 奥田佳子 板井寬樹 | 兒玉亮 片岡史旭 石濱真史 | 金明嬉、阿久澤友惠 小笠原憂、後藤依子 山村俊了、阿見圭之介                                     | 飯塚晴子 緒方浩美                 | 3月28日        |
| page.13 |          | 至少獻上這片天空 | 吉岡孝夫   | 石濱真史          | 石濱真史                 | 清水陽一、清水裕輔 三浦龍、河合拓也 長谷川亨雄、後藤依子 伊藤香織、加藤明日美 小笠原憂、兒玉亮 | 飯塚晴子 清水祐實 緒方浩美 高田晃 | 4月4日         |
| 第2期   |          |                  |            |                   |                          |                                                                                                |                                   |                |
| page.1  |          | 校外旅行         | 吉岡孝夫   | 石濱真史          | 石濱真史                 | 緒方浩美、田村里美 阿久澤友惠                                                                  | 飯塚晴子 緒方浩美                 | 2023年 7月1日  |
| page.2  |          | 烹飪實習         | 永井千晶   | 柴田彰久          | 柴田彰久                 | 三浦龍、安留雅彌                                                                               | 飯塚晴子 佐野隆雄                 | 7月8日         |
| page.3  |          | 運動會           | 平林佐和子 | 岡田堅二朗        | 岡田堅二朗               | 瀧原美樹、伊藤美奈 高橋道子、清水裕輔                                                          | 飯塚晴子 清水裕輔                 | 7月15日        |
| page.4  |          | 堀家暖桌         | 吉岡孝夫   | 中村章子          | 兒玉亮                   | 清水陽一、後藤依子、篁馨                                                                       | 飯塚晴子 高田晃                   | 7月22日        |
| page.5  |          | 井浦             | 永井千晶   | 江島泰男          | 江島泰男                 | 加藤明日美、李恩知 李䪸晢、金明嬉、李信英                                                      | 飯塚晴子 佐野隆雄                 | 7月29日        |
| page.6  |          | 一起過夜         | 平林佐和子 | 黑木美幸          | 小野勝吾 碇由衣          | 牛尾優衣、伊藤香織 阿久澤友惠                                                                  | 飯塚晴子 高田晃                   | 8月5日         |
| page.7  |          | 朋友             | 吉岡孝夫   | 石濱真史          | 石濱真史                 | 安留雅彌、藤澤俊幸 清水陽一、三浦龍 小笠原憂、後藤依子                                         | 飯塚晴子 緒方浩美                 | 8月12日        |
| page.8  |          | 柳同學           | 永井千晶   | 伊福觉志          | 伊福觉志                 | 栗原优、藤泽俊幸 三浦龙、小笠原忧                                                              | 饭塚晴子 佐野隆雄                 | 8月19日        |
| page.9  |          | 老師             | 平林佐和子 | 大島博之          | 高橋順                   | 李恩知、金水民、金明嬉                                                                         | 飯塚晴子 緒方浩美                 | 8月26日        |
| page.10 |          | 吃醋             | 吉岡孝夫   | 柴田彰久 大島博之 | 柴田彰久                 | 高橋道子、伊藤美奈 清水裕輔、瀧原美樹 纐纈真澄、佐藤史曉                                       | 飯塚晴子 清水裕輔                 | 9月2日         |
| page.11 |          | 巧克力           | 永井千晶   | 岩冈梦子          | 向山鹤美                 | 牛尾优衣、安留雅弥 清水阳一、阿久泽友惠 伊藤美奈                                               | 飯塚晴子 高田晃                   | 9月9日         |
| page.12 |          | 堀家             | 平林佐和子 | 高桥英利          | 江岛泰男                 | 、藤泽俊幸 小笠原忧、安留雅弥 金明嬉、李恩知 金水民                                            | 饭塚晴子 绪方浩美 佐野隆雄        | 9月16日        |
| page.13 |          | 毕业             | 吉岡孝夫   | 石濱真史          | 石濱真史                 | 三浦龍、大野勉 伊藤香織、佐藤史曉                                                              | 飯塚晴子 清水裕輔                 | 9月23日        |

### 藍光&DVD
| 卷數 | 發行日期      | 收錄話數        | 規格編號      | 規格編號      | 封面角色               |
| 卷數 | 發行日期      | 收錄話數        | 藍光限定版    | DVD限定版     | 封面角色               |
| ---- | ------------- | --------------- | ------------- | ------------- | ---------------------- |
| 1    | 2021年2月24日 | 第1話           | ANZX-13181/2  | ANZB-13181/2  | 宮村伊澄 堀京子        |
| 2    | 2021年3月24日 | 第2話、第3話    | ANZX-13183/4  | ANZB-13183/4  | 石川透 吉川由紀        |
| 3    | 2021年4月28日 | 第4話、第5話    | ANZX-13185/6  | ANZB-13185/6  | 仙石翔 綾崎禮未 河野櫻 |
| 4    | 2021年5月26日 | 第6話、第7話    | ANZX-13187/8  | ANZB-13187/8  | 堀京子 堀創太          |
| 5    | 2021年6月23日 | 第8話、第9話    | ANZX-13189/90 | ANZB-13189/90 | 井浦秀 柳明音          |
| 6    | 2021年7月28日 | 第10話、第11話  | ANZX-13191/2  | ANZB-13191/2  | 宮村伊澄 進藤晃一      |
| 7    | 2021年8月25日 | 第12話 - 第13話 | ANZX-13193/4  | ANZB-13193/4  | 宮村伊澄 堀京子        |

## 電視劇
電視劇由重製版漫畫改編，由鈴鹿央士、久保田紗友主演，於2021年2月16日開始播出，2月5日上映先行劇場版。

## 外部連結
- 漫畫官方網站 （页面存档备份，存于）（日語）
- 電視動畫官方網站 （页面存档备份，存于）（日語）
- 電視動畫第二期「piece」官方網站 （页面存档备份，存于）（日語）
- 電視動畫第二期「piece」官方的X（前Twitter）（日語）